# Wolves of the North
Wolves of the North er en amerikansk stumfilm fra 1924 instrueret af William Duncan.

## Medvirkende
- William Duncan som Alan Gray
- Edith Johnson som Helen Mears
- Joseph W. Girard som John MacLeod
- Clark Comstock som Grimwood Mears
- Esther Ralston som Madge Chester
- Edward Cecil som Henry Allardyce
- Harry Woods som Bob Hunter